# 1816년 미국 대통령 선거
1816년 미국 대통령 선거는 1816년 미국에서 치러진 대통령 선거로, 민주공화당 제임스 먼로 후보가 당선되었다

## 배경
1812년 전쟁의 결과는 미국인들에게 만족을 주었고, 민주공화당은 이로써 신임을 얻게 된다. 반면 연방당은 반전운동과 뉴잉글랜드에서의 분리 수사학으로 신임을 잃게 되었으며, 제임스 매디슨 대통령이 그들의 프로파간다였던 국립은행과 보호관세 등을 실시함으로써 정체성을 잃어갔다.

## 후보선출

### 민주공화당
| 득표순위 | 이름            | 득표수   | 득표율 | 비고        |
| -------- | --------------- | -------- | ------ | ----------- |
| 1        | 제임스 먼로     | 65       | 54.6%  | 대통령 후보 |
| 2        | 윌리엄 크러포드 | 54       | 45.4%  |             |
| 총투표수 | 총투표수        | 총투표수 | 119    |             |

| 득표순위 | 이름            | 득표수   | 득표율 | 비고        |
| -------- | --------------- | -------- | ------ | ----------- |
| 1        | 대니얼 톰킨     | 85       | 73.9%  | 부통령 후보 |
| 2        | 사이먼 스나이더 | 30       | 26.1%  |             |
| 총투표수 | 총투표수        | 총투표수 | 115    |             |

1816년 3월, 민주공화당 당원대회는 제임스 먼로 국무장관을 대통령 후보, 대니얼 톰킨 뉴욕 주지사를 부통령 후보로 선출하였다

### 연방당
5월 29일, 연방당은 당원대회를 통해 루퍼스 킹 상원의원을 대통령후보로 선출하였다

## 선거 결과
| 대통령 후보 | 정당       | 근거지   | 득표수  | 지지율  | 선거인단 득표 |
| ----------- | ---------- | -------- | ------- | ------- | ------------- |
| 제임스 먼로 | 민주공화당 | 버지니아 | 76,592  | 68.2%   | 183           |
| 루퍼스 킹   | 연방당     | 뉴욕     | 34,740  | 30.9%   | 34            |
| ???         | ???        | ???      | 1,038   | 0.9%    | 0             |
| 계          | 계         | 계       | 112,370 | 100.00% | 217           |

| 부통령 후보    | 정당       | 근거지       | 선거인단 득표 |
| -------------- | ---------- | ------------ | ------------- |
| 대니얼 톰킨    | 민주공화당 | 뉴욕         | 183           |
| 존 이거 하워드 | 연방당     | 메릴랜드     | 22            |
| 제임스 로스    | 연방당     | 펜실베이니아 | 5             |
| 존 마셜        | 연방당     | 버지니아     | 4             |
| 로버트 하퍼    | 연방당     | 메릴랜드     | 3             |
| 계             | 계         | 계           | 217           |

## 같이 보기
- 1816년 미국 하원의원 선거
- 1816년 미국 상원의원 선거